# Cundinamarca
Cundinamarca es uno de los 32 departamentos que integran la República de Colombia, ubicado estratégicamente en el corazón del país, dentro de la región andina. Con una población estimada de 3.577.177 habitantes para 2023 (excluyendo Bogotá), se posiciona como el tercer departamento más poblado del territorio nacional. Su extensión territorial alcanza los 24.210 km², con una altitud promedio de 3341 m s. n. m., que varía entre 146 m en su punto más bajo y 4151 m en el más alto. Atravesado por la Cordillera Oriental, una de las principales ramificaciones de los Andes colombianos, Cundinamarca presenta una notable diversidad de paisajes y climas, que abarcan cálidos valles, fríos páramos de alta montaña y zonas de transición hacia planicies y sabanas. 
Fundado el 17 de julio de 1550 como la Provincia de Bogotá, y erigido como departamento el 4 de agosto de 1886, el territorio de Cundinamarca se organiza en 116 municipios, con Bogotá como su capital. Aunque Bogotá es también la capital del país y está completamente rodeada por el departamento, salvo en su límite suroriental, no forma parte de su régimen administrativo, manteniendo únicamente su estatus como capital departamental.
Cundinamarca desempeña un papel crucial en el desarrollo económico y ambiental de Colombia. Su variado relieve alberga ecosistemas estratégicos como el Páramo de Sumapaz, reconocido como uno de los más grandes del mundo, y el Páramo de Chingaza, ambos esenciales para el abastecimiento y la regulación hídrica del país.
Su red hidrográfica incluye ríos como el Magdalena, Bogotá, Sumapaz, Negro y Guavio, que son fundamentales para la agricultura, el abastecimiento de agua potable y la generación de energía hidroeléctrica, destacándose la Central Hidroeléctrica del Guavio.
El clima de la región oscila entre temperaturas cálidas, superiores a 28 °C en las tierras bajas, y las frías condiciones de los páramos, hábitat de especies endémicas como los frailejones y el oso andino. Áreas protegidas como el Parque Nacional Natural Sumapaz, el Parque Nacional Natural Chingaza, el Bosque Seco de la Vertiente Oriental del río Magdalena, el Páramo de Guargua y Laguna Verde o el Macizo El Tablazo son pilares fundamentales para la biodiversidad y la conservación ecológica de Colombia.

## Toponimia
Según el Sistema Nacional de Información Cultural de Colombia (SINIC), el territorio que hoy comprende el departamento de Cundinamarca estuvo habitado en la época precolombina por diversas sociedades indígenas, destacándose los muiscas. Esta presencia ha llevado a algunos historiadores a vincular el origen del nombre del departamento con términos pertenecientes a dicha comunidad, aunque no existe un consenso sobre su origen exacto, lo que ha generado diversas interpretaciones sobre su significado.
Una de las teorías más difundidas es la propuesta por el historiador Liborio Zerda, quien sugiere que Cundinamarca, Cundurcunca, Cutirimarca o Cundurrumarca se traduce como tierra o altura donde habita el cóndor. De acuerdo con SINIC, varios estudiosos de la lingüística coinciden en que Cundinamarca tiene su raíz en una combinación de palabras de la lengua chibcha, hablada por los muiscas.
Por otro lado, el sitio web oficial de la Gobernación de Cundinamarca plantea que el nombre podría derivar de las palabras Cundi-ramarca y Cuntinamarca, que tendrían origen en el aymara, lengua de los antiguos habitantes de Perú y Bolivia.
Un aspecto notable del nombre Cundinamarca es su longevidad, ya que ha sido utilizado para denominar la región desde tiempos prehispánicos. A pesar de las variaciones que ha experimentado a lo largo de la historia, ha logrado mantener su vínculo con el legado indígena, reflejando la continuidad cultural de la zona.

## Historia

### Periodo prehistórico
El territorio de Cundinamarca estuvo habitado casi desde 12000 a. C. como lo demuestran los registros fósiles hallados en El Abra, Zipaquirá, Nemocón, Soacha y Tequendama. Al igual que Mesoamérica y la región andina de Perú, vivió periodos de evolución cultural desde el nomadismo hasta el asentamiento de una cultura avanzada, pasando los periodos preclásico, clásico y posclásico, pero las civilizaciones premuiscas dejaron escasos rastros de su desarrollo.
Los muiscas, pertenecientes a la familia lingüística chibcha, habrían llegado en algún momento entre los años 1000 a. C. y 1000 d. C., en el periodo clásico. El cultivo de maíz, papa, tomate, etc. apareció hacia 1200 a. C., cuando se desarrolló un sedentarismo moderado. La agricultura intensiva y los procesos industriales permitieron el desarrollo en Cundinamarca de la tercera cultura prehispánica más avanzada de América, los muiscas. Probablemente en el siglo XIV, los pueblos de origen Caribe invadieron el valle del Magdalena y las provincias de Sumapaz, Tequendama, Gualivá y Rionegro, y se denominaron panches mientras algunas tribus menores de origen arawak fueron desplazadas al piedemonte llanero.

### Periodo español
Cuando llegaron los españoles a la región, estos encontraron que los muiscas habitaban el altiplano y eran gobernados por el Zipa y una serie de caciques menores. Dos fuertes enfrentamientos en Zipaquirá y a orillas del río Bogotá derrotaron a los Chibchas y el zipa Tisquesusa se dio a la retirada. Localizado en Facatativá, fue asesinado por los españoles. Una alianza con su sucesor Sagipa permitió derrotar y someter a los panches en la Batalla de Tocarema y posteriormente con el acuerdo en Tocaima se sometió la restante nación panche. De esa forma todo el territorio de Cundinamarca se sujetó a la Corona española.

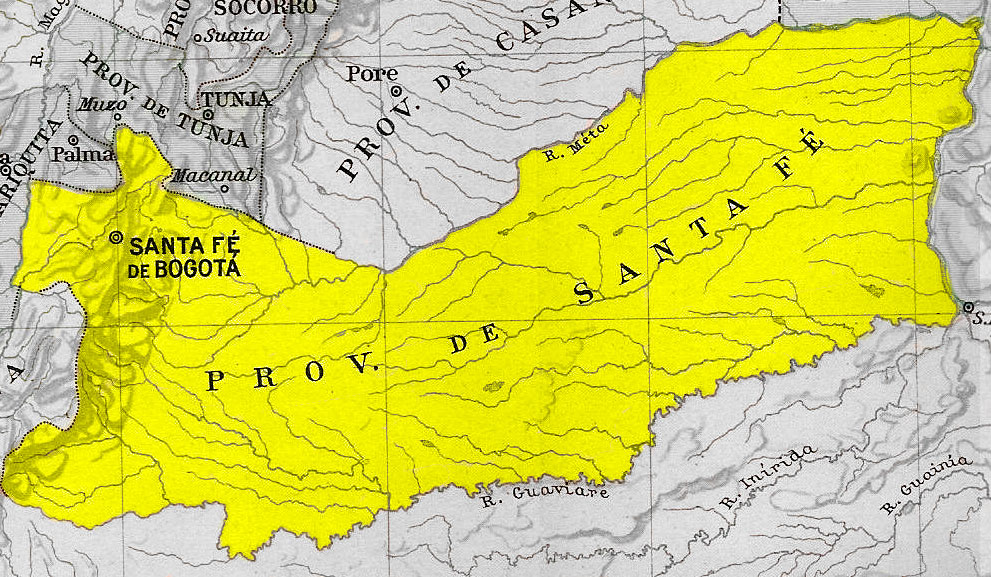
Territorio de la Provincia de Bogotá en 1810, mismo que se proclamó independiente como Estado Libre e Independiente de Cundinamarca en 1811.

La Sabana de Bogotá fue escenario del encuentro de los conquistadores Gonzalo Jiménez de Quesada, Nicolás de Federmán y Sebastián de Belalcázar en 1538. Si bien Jiménez de Quesada denominó Nuevo Reino de Granada los territorios, la región estuvo sometida en sus orígenes a la gobernación de Cartagena. Se constituyó como Real Audiencia en 1548, perteneciente al Virreinato del Perú y desde 1564 nombró presidentes. Durante todos estos años los territorios se expandieron hasta ocupar el territorio de la actual Colombia.

El 9 de marzo de 1687 en la ciudad de Santafe y sus alrededores se sintió un fuerte ruido acompañado de un hedor azufrado que causó pánico en la población, y cuyo origen no pudo determinarse. Para referirse a hechos muy lejanos en el tiempo, surgió la expresión "en el tiempo del ruido". En 1717 se constituyó en virreinato, que fue suspendido en 1724 y restaurado en 1739; continuó hasta el movimiento de independencia de 1810, fue restaurado por última vez en 1816, cuando la reconquista, y abolido definitivamente en 1819 en la Independencia. En Cundinamarca también hubo episodios de la Insurrección de los Comuneros en La Mesa, Villeta, Guaduas y Bituima.

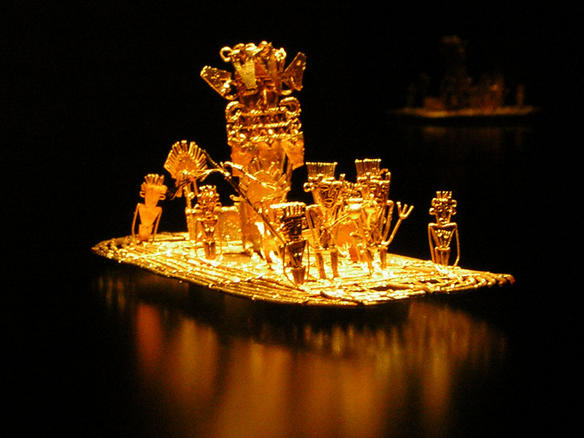
Representación orfebre de la antigua tradición del Zipa que, cubierto en oro, hace ofrendas a la diosa de la laguna de Guatavita a la que se lanzaba con objetos de oro. En esta tradición está el origen de El Dorado.

### Independencia

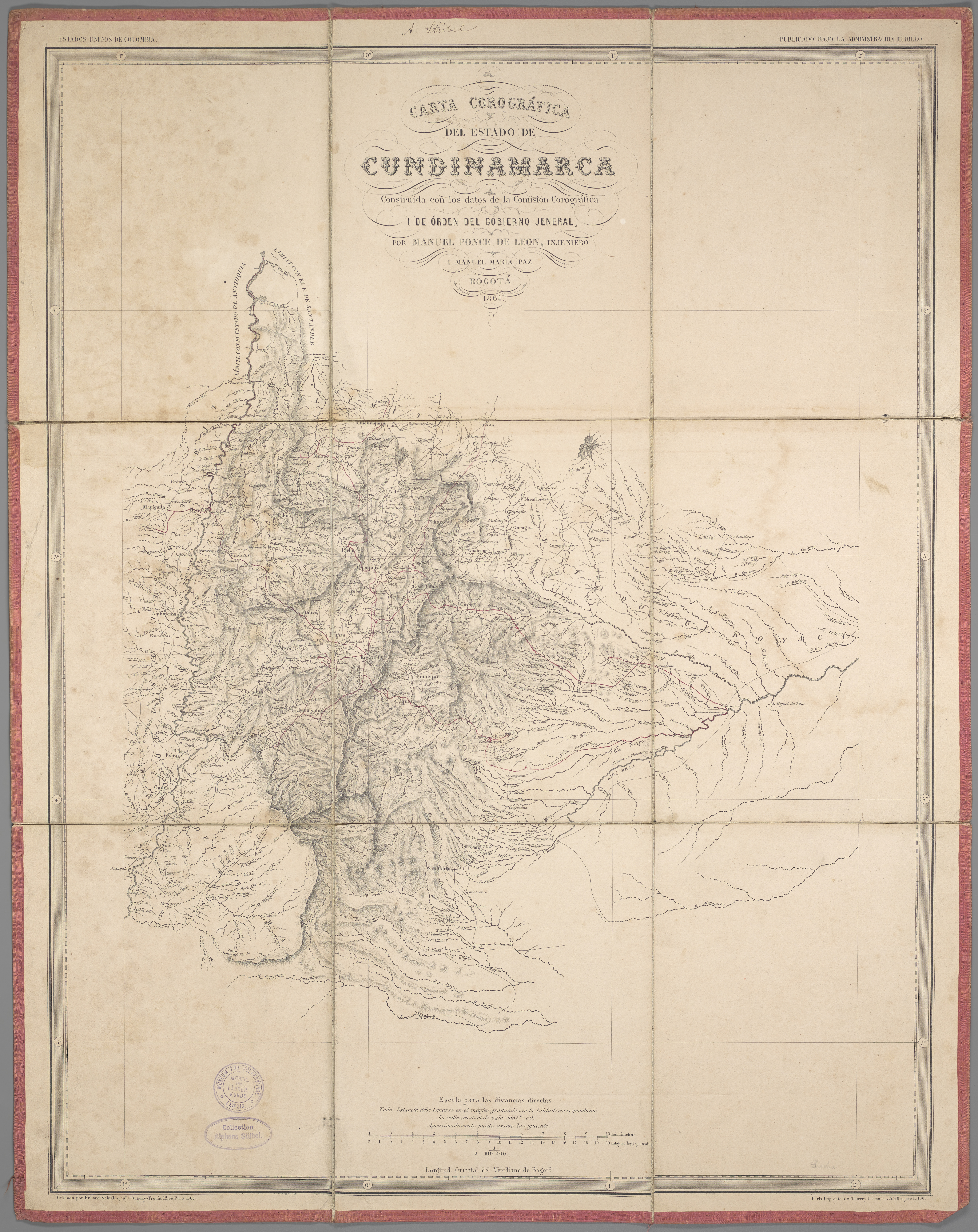
El Estado Soberano de Cundinamarca.

Desde el 16 de julio de 1813 se dio la gesta de la independencia en territorio cundinamarqués. Allí nació la palabra "Cundinamarca" cuando los centralistas bajo el mando de Antonio Nariño quisieron crear un estado unificado y centralista con este nombre; mientras, los federalistas de Camilo Torres se enfrentaron para crear las Provincias Unidas de la Nueva Granada. Este periodo de guerra civil favoreció la reconquista española en 1816. Tras la Batalla de Boyacá se alcanzó la independencia y se hizo extensivo el nombre de Cundinamarca a toda la Nueva Granada.
En 1831 la Nueva Granada se separó la Gran Colombia y el territorio se constituye en uno de sus departamentos. Debido a diferentes cambios políticos-administrativos dicha entidad territorial se disolvió en varias provincias, entre ellas Bogotá, la cual se convirtió en el Estado Soberano de Cundinamarca el 15 de junio de 1857 a partir de la unión de las provincias neogranadinas de Bogotá, Mariquita, Neiva, Tequendama, Zipaquirá y el Territorio de San Martín. Dicho estado existió durante la época de la Confederación Granadina y posteriormente de los Estados Unidos de Colombia, gracias a las constituciones Federales.
En 1886, gracias a la nueva constitución política, Cundinamarca se convirtió en Departamento a partir de la creación de la nueva República de Colombia. Como dato curioso, el presidente Manuel Antonio Sanclemente gobernó desde Villeta al no soportar el clima frío de la capital de la república.

### SiglosXXyXXI
En 1905, Cundinamarca fue dividida por última vez en el departamento homónimo (capital en Facatativá), en el de Quesada (Zipaquirá) y el Distrito Capital de Bogotá, producto de las reformas políticas de Rafael Reyes hasta 1910. Durante la dictadura de Gustavo Rojas Pinilla se declara a Bogotá como Distrito Especial segregándola definitivamente del territorio junto a los entonces municipios de Bosa, Engativá, Fontibón, Suba, Usaquén y Usme, confirmándose con la Constitución de 1991 al restituirse como Distrito Capital, por lo que se han propuesto entonces alternativas de capitalidad departamental a varios municipios como Zipaquirá, Girardot, Chía, Fusagasugá, Facatativá y Soacha (del cual fue denegada a esta última por el Congreso de la República en octubre de 2022).

## Geografía

### Límites

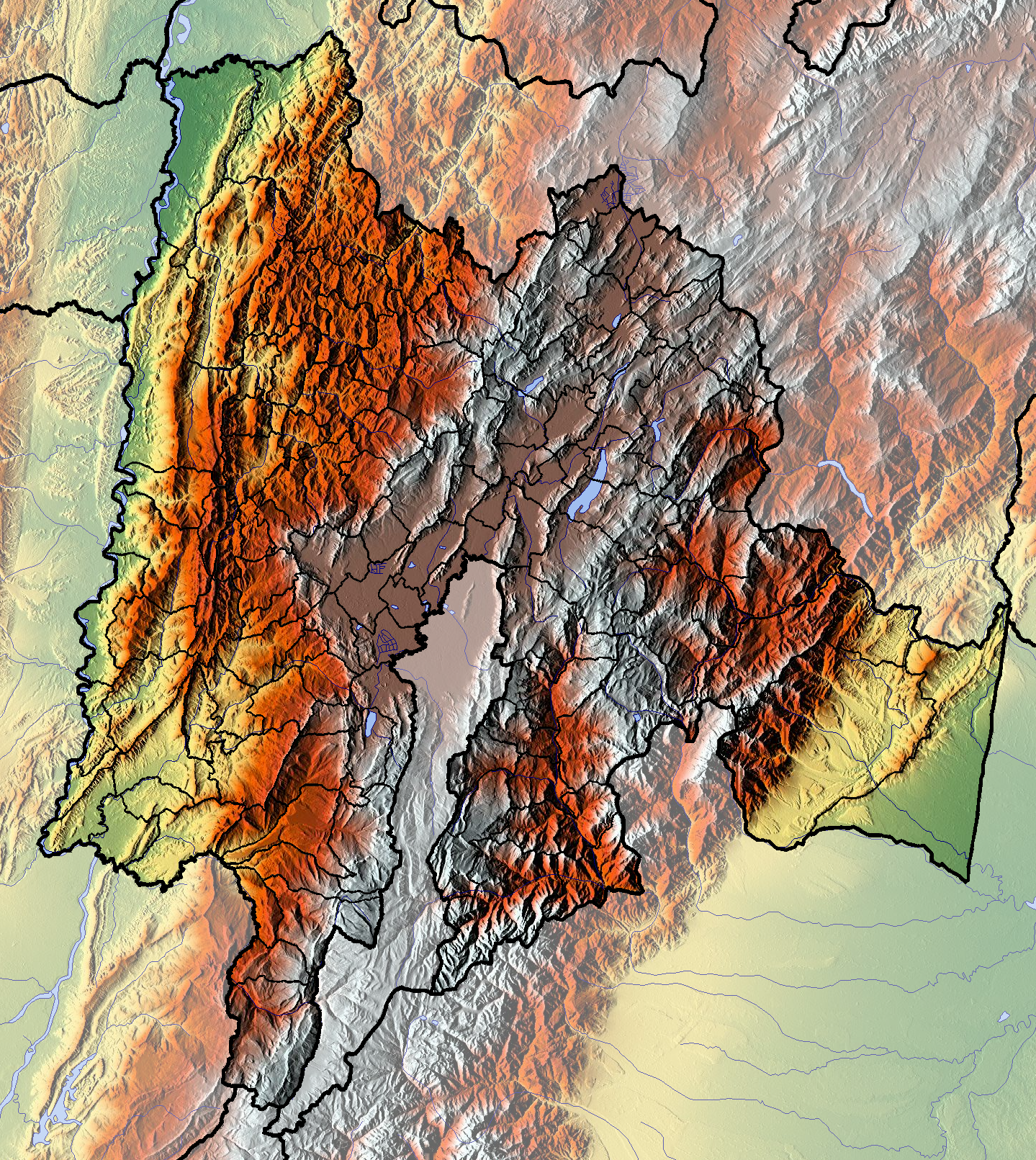
Mapa físico de Cundinamarca.

Cundinamarca está delimitado por los siguientes departamentos:
| Noroeste: Caldas (Río Magdalena) | Norte: Boyacá (Río Guaguaquí) | Nordeste: Boyacá (Ríos Súnuva y Guavio) |
| Oeste: Tolima (Río Magdalena)    |                               | Este: Meta (Río Upía)                   |
| Suroeste: Tolima (Río Sumapaz)   | Sur: Huila                    | Sureste: Meta (Ríos Blanco y Guacavia)  |

 .
En lo concerniente a Bogotá, siendo ubicada en la franja centro-sur del departamento, política y administrativamente no hace parte formal del mismo a pesar de ser una entidad municipal del mismo nivel departamental, es su ciudad capital en donde se asienta la Gobernación y sus entidades.

### Fisiografía
El territorio corresponde a la Cordillera Oriental que penetra por el sur formando el complejo de los páramos de Sumapaz y de Cruz Verde; en su parte media presenta la altiplanicie de la Sabana de Bogotá; y más al norte el valle de Ubaté y Simijaca. Los sectores planos y cálidos del departamento corresponden al valle del Magdalena y la parte de los Llanos Orientales.

### Hidrografía
Al occidente del departamento, el Río Magdalena emerge como el principal afluente fluvial del departamento, especialmente en el puerto de Girardot, donde se realizan actividades como navegación de contemplación y pesca artesanal. En otra época el puerto servía para el transporte de mercancía desde Barranquilla hacia Bogotá, y allí se embarcaba el café de exportación proveniente del centro del país.
Otro río muy importante es el Bogotá, que nace en el alto de la Calavera Villapinzón y desemboca en el Magdalena, luego de pasar por el Salto del Tequendama, sitio turístico por excelencia, ubicado a 30 km al suroeste de Bogotá, a 2.467 metros sobre el nivel del mar, con una caída de agua de aproximadamente 157 metros. No obstante, debido a la contaminación generada por curtiembres, industrias, basuras, y desechos humanos, el río Bogotá es considerado como uno de los más contaminados del mundo. También son relevantes los ríos Guavío y Humaca.
Por otra parte, el río Sumapaz nace en el páramo del mismo nombre, el más alto del mundo. Hace parte del parque nacional natural Sumapaz, que se extiende al departamento del Meta.
Es de resaltar la presencia de las lagunas del Guatavita, Fúquene, Chisacá, Sibaté, Tominé, La Regadera, El Hato y las represas de Chingaza, Néusa, Sisga y el Guavio. Esta última, conocida como la Central Hidroeléctrica del Guavio es la represa más grande de Colombia. Está ubicada en el municipio de Gachalá y opera desde el 15 de diciembre de 1992. Junto a las represas anteriores sirven como principales abastecedores de agua potable para Bogotá.

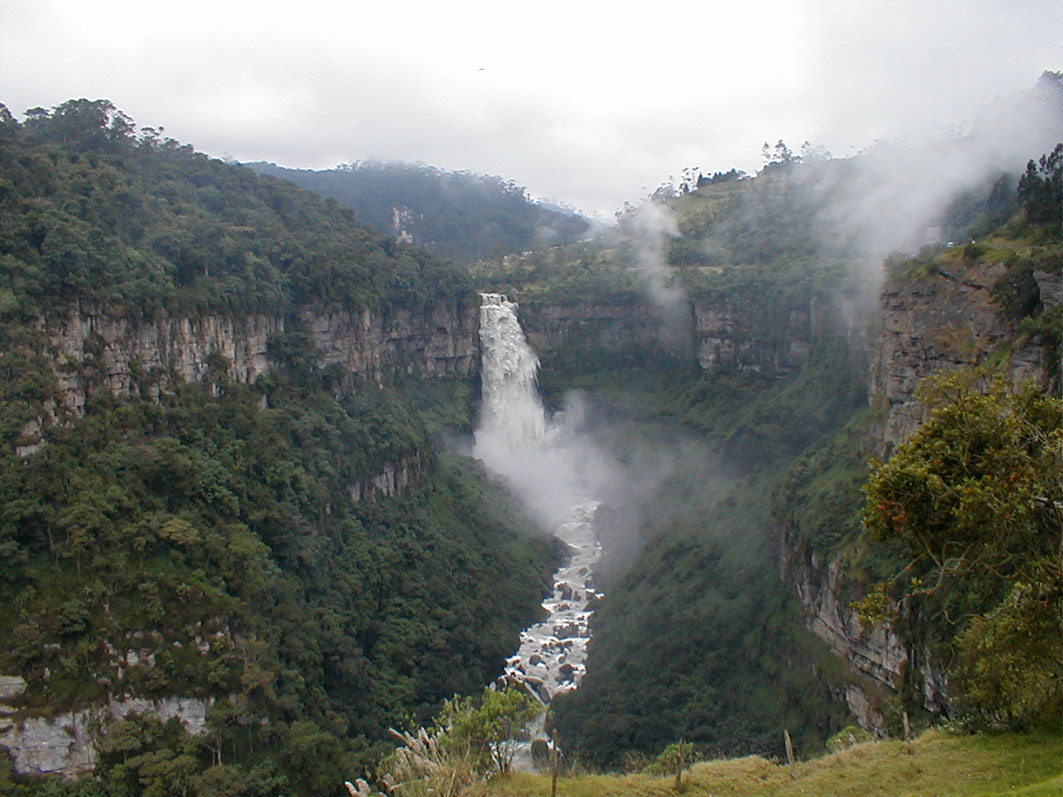
Salto del Tequendama.

### Clima
Las Condiciones climáticas de este departamento están determinadas principalmente por la posición geográfica y por su relieve. Debido a que el territorio departamental se ubica en la cordillera de los Andes, las temperaturas están influidas por su posición altimétrica, y debido a la circulación atmosférica, y la Zona de Convergencia Intertropical (ZCIT) quienes determinan el régimen pluviométrico.

### Parques naturales
En el departamento de Cundinamarca se localizan 2 parques nacionales, ambos correspondientes al ecosistema andino de páramo.
- Parque nacional natural Chingaza
- Parque nacional natural Sumapaz

Cundinamarca posee un gran riqueza en recursos naturales, especialmente hídricos, por lo cual en el departamento se encuentran varias reservas naturales como parte del programa de protección ambiental de la CAR. El sistema de áreas protegidas creadas en Cundinamarca cuenta en su totalidad con doce áreas declaradas, de las cuales siete son áreas de reserva forestal protectora, tres son áreas de reserva forestal protectora-productora, un distrito de manejo integrado y un área de manejo especial, cubriendo una superficie de 28.120,01 hectáreas. Algunas de estas áreas son:

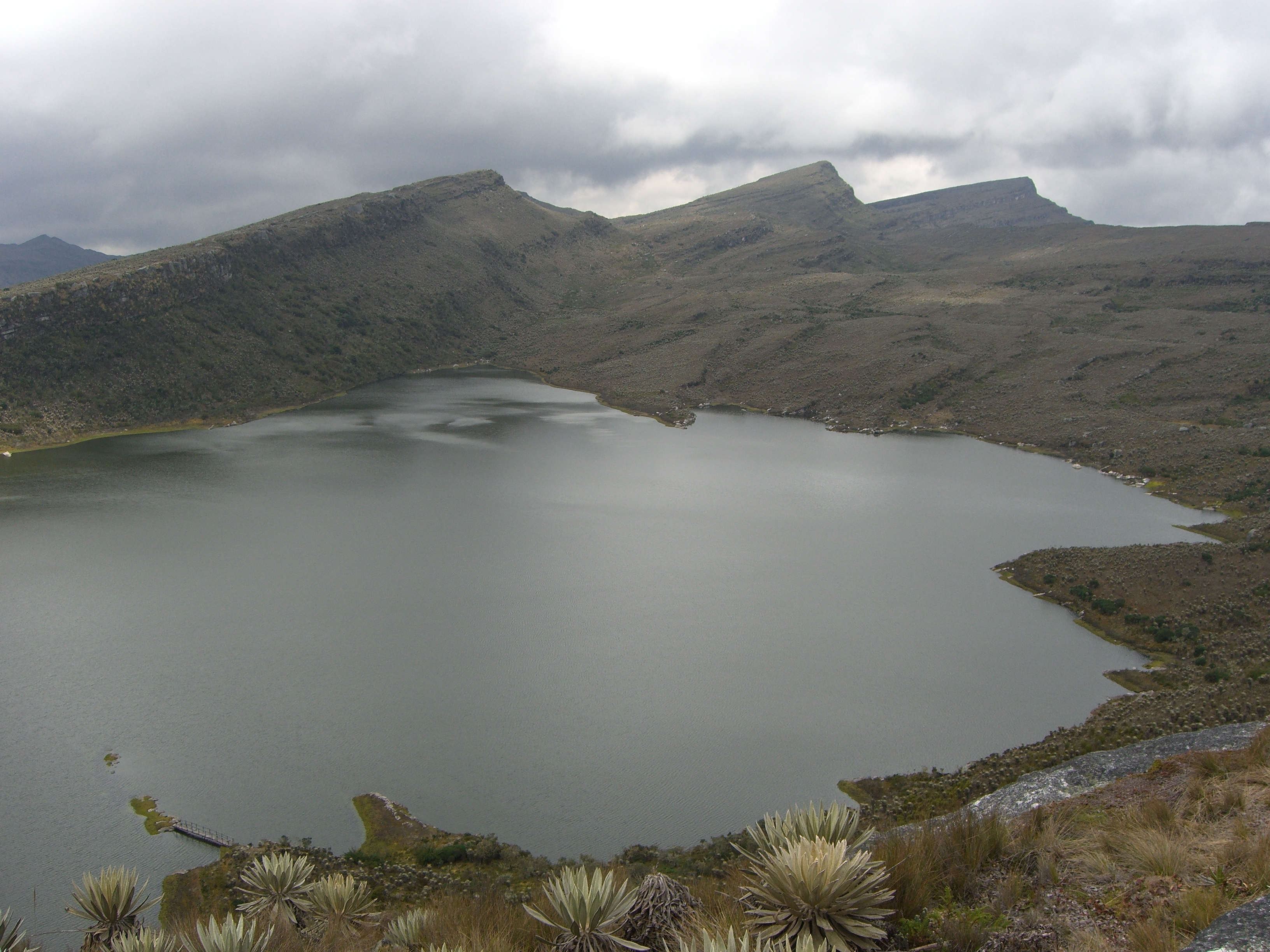
Parque nacional natural Sumapaz

- Área de reserva forestal protectora del Nacimiento del río Bogotá
- Área de reserva forestal protectora El Robledal
- Zona de reserva protectora productora El Sapo
- Zona de reserva protectora Quebrada Honda y Calderitas
- Área de reserva protectora Pantano Redondo y río Susagua
- Zona de reserva protectora Páramo de Rabanal
- Zona de reserva forestal protectora Laguna de Pedro Palo
- Zona de reserva forestal protectora productora Laguna de Guatavita y Loma de Peña Blanca

## Poder público y representación
La Gobernación de Cundinamarca es una institución con autonomía para la administración de los asuntos seccionales y la planificación y promoción del desarrollo económico y social dentro del territorio del Departamento en los términos establecidos por la Constitución de Colombia. Así, la Gobernación ejerce funciones administrativas, de coordinación, de complementariedad de la acción de los municipios que la integran, de intermediación entre estos y la Nación, y de prestación de los servicios que determinen la Constitución y las leyes. Su sede está ubicada en la avenida Eldorado de Bogotá (Calle 26 N° 51-53). 
A la gobernación le asisten diferentes secretarías que son responsables de la formulación, aprobación y aplicación de sus políticas en diversos campos:
| Secretarías | Otros organismos | Descentralizados |
| --- | --- | --- |
| - Agrocampesinado (asuntos rurales) - Bienestar Verde (medio ambiente) - Ciencia, Tecnología e Innovación - Desarrollo e Inclusión Social - Educación - Energías y Minería Sostenible - Gobierno y Seguridad Ciudadana - Hacienda - Movilidad Contemporánea - Mujer y Equidad de Género - Transformación Digital - Vivienda | - Secretaría General - Secretaría Jurídica - Departamento Administrativo de la Función Pública de Cundinamarca - Unidad Administrativa Especial de Gestión del Riesgo | - Agencia Catastral de Cundinamarca - Beneficencia de Cundinamarca - Corporación Social de Cundinamarca - Empresa Ferrea Regional - Empresa Inmobiliaria de Cundinamarca - Empresas Públicas de Cundinamarca - Fondo de Desarrollo de Proyectos de Cundinamarca - Instituto de Caminos y Construcciones de Cundinamarca - Instituto Departamental de Cultura y Turismo - Instituto Departamental de Acción Comunal - Instituto Departamental de Protección y Bienestar Animal - Instituto Departamental para la Recreación y el Deporte - Empresa de Licores de Cundinamarca - Lotería de Cundinamarca - Universidad de Cundinamarca |

Por su parte, la Asamblea Departamental de Cundinamarca, es una corporación que está integrada por los 16 diputados que representan el poder legislativo mediante ordenanzas, elegidos en voto popular y secreto cada 4 años junto con el gobernador y juran sus cargos a partir del 1 de enero, sesionando en el edificio piramidal de la Gobernación en Bogotá.
La Contraloría Departamental de Cundinamarca, fue creada por la ordenanza 36 de 1935 por la Asamblea departamental. Ejerce control fiscal en el territorio departamental rigiéndose por la constitución y la ley 42 de 1993.

### Representantes a la Cámara
Cundinamarca tiene los siguientes representantes a la Cámara dentro del período constitucional 2022-2026:
| Partido Político       | Nombre Representante                                               |
| ---------------------- | ------------------------------------------------------------------ |
| Partido Liberal        | Óscar Hernán Sánchez León                                          |
| Partido de la U        | Diego Fernando Caicedo Navas                                       |
| Partido Cambio Radical | Néstor Leonardo Rico Rico                                          |
| Partido Conservador    | Julio Roberto Salazar Perdomo                                      |
| Pacto Histórico        | Eduard Giovanny Sarmiento Hidalgo y Leider Alexandra Vásquez Ochoa |
| Alianza Verde          | Gloria Liliana Rodríguez Valencia                                  |

## División político-administrativa
Cundinamarca está dividida en 116 municipios, y su sede administrativa se encuenctra en el Distrito Capital de Bogotá. Los últimos poblados erigidos como municipios son Granada (1995) y El Rosal (1997).
Además de los municipios, éstos se encuentran asentados dentro de 15 provincias para facilitar la administración del departamento, ellos son: Almeidas, Alto Magdalena, Bajo Magdalena, Gualivá, Guavio, Magdalena Centro, Medina, Oriente, Rionegro, Sabana Centro, Sabana Occidente, Soacha, Sumapaz, Tequendama y Ubaté.

### Relación entre Bogotá y Cundinamarca
La relación entre Bogotá y Cundinamarca es compleja pues aunque el primero es capital del segundo, solo comparten los Tribunales de justicia de Bogotá y Cundinamarca. Por el contrario, ni el gobernador ni la asamblea departamental tienen jurisdicción sobre Bogotá ni son elegidos por los bogotanos, por ende, los bogotanos no participan en la elección de estos funcionarios. La capitalidad de Bogotá sobre Cundinamarca es la única que se encuentra designada en la constitución (por ende si alguna vez se trasladara la capital, se necesitaría una reforma constitucional para hacerlo, en lugar de una simple ordenanza aprobada por la Asamblea de Cundinamarca).
Pese a que ha habido algunas propuestas para cambiar la capital hacia otra ciudad por fuera del Distrito Capital, estas han fracasado. En una ponencia realizada en el Senado en 2022, se indica que este cambio afectaría negativamente las finanzas departamentales, ya que existe un régimen fiscal especial en donde el departamento recibe $965.752 millones de pesos colombianos de ingresos tributarios causados en el Distrito Capital, cuyo traslado afectaría negativamente las arcas del departamento.

### Rama judicial
Cundinamarca está representado por el Tribunal de Justicia de Cundinamarca en Bogotá por 11 circuitos judiciales a las cuales una de ellas incluye al departamento del Amazonas cuyo distrito está en la capital departamental Leticia. Se exceptúan de su jurisdicción a Beltrán (perteneciente al Circuito judicial de Lérida en Tolima), La Calera (perteneciente a Bogotá), la provincia de Medina y Guayabetal (perteneciente al Circuito judicial de Villavicencio en el Meta):
- Cáqueza: comprende Cáqueza, Chipaque, Fomeque, Fosca, Gutiérrez, Quetame, Ubaque y Une
- Chocontá: comprende Chocontá, Guatavita, Guasca, Machetá, Manta, Sesquilé, Suesca, Tibirita y Villapinzón
- Facatativá: Albán, Anolaima, Bituima, Bojacá, Cachipay, Facatativá, Guayabal de Siquima, Pulí, Quipile, San Juan de Rioseco, Vianí y Zipacón
- Funza: Cota, El Rosal, Funza, Madrid, Mosquera, Subachoque, Tenjo
- Fusagasugá: Arbeláez, Cabrera, Fusagasugá, Pandi, Pasca, San Bernardo, Silvania, Tibacuy y Venecia
- Gachetá: Gachalá, Gachetá, Gama, Junín y Ubalá
- Girardot: Agua de Dios, Guataquí, Girardot, Jerusalén, Nariño, Nilo, Ricaurte, Tocaima y Viotá
- Guaduas: Chaguaní y Guaduas
- La Mesa: Anapoima, Apulo, La Mesa y Tena
- La Palma: Caparrapí, La Palma y Yacopí
- Leticia: comprende Leticia y Puerto Nariño
- Pacho: El Peñón, Pacho, Paime, Supatá, Topaipí y Villagómez
- Soacha: El Colegio, Granada, San Antonio del Tequendama, Soacha y Sibaté
- Villeta: La Peña, La Vega, Nimaima, Nocaima, Quebradanegra, San Francisco de Sales, Sasaima, Útica, Vergara y Villeta
- Zipaquirá: Cajicá, Chía, Cogua, Gachancipá, Nemocón, San Cayetano, Sopó, Tabio, Tocancipá y Zipaquirá

### Jurisdicciones ambientales
Si bien Cundinamarca tiene su propia secretaría de ambiente, el territorio está dividida en varias jurisdicciones ambientales dependiendo de las características ambientales, hídricas, biológicas y geográficas de estos:
- CAR Cundinamarca: abarca más de la mitad del departamento (provincias de Bajo Magdalena, Magdalena Centro, Alto Magdalena, Sumapaz, Tequendama, Soacha, Sabanas Occidente y Centro, Rionegro, Ubaté y Almeidas y el municipio de La Calera) más algunos municipios de Boyacá (partes de las provincias de Occidente y Ricaurte) y el Distrito Capital de Bogotá, abarcando las cuencas de los ríos Bogotá, Sumapaz, Río Negro, la parte alta del río Suárez y la parte cundinamarquesa del Magdalena.
- Corpoguavio: abarca casi todos los municipios de la provincia del Guavio (excepto La Calera) y a Fómeque, abarcando la cuenca del río Guavio.
- Corporinoquía: abarca casi todos los municipios de la provincia de Oriente (excepto Fómeque) y la provincia de Medina, abarcando la parte alta de la  cuenca del Guataquía.

## Demografía y etnografía
Los municipios más poblados del departamento para 2025 son:
| Evolución de la población del departamento de Cundinamarca (1912-2025)                                                                                              |
| |
| Población según censo. Población según proyección. Población del Distrito Capital (Bogotá). Población del Distrito Capital según proyección.Fuente: Statoids. DANE. |

Según el último censo realizado en 2018, en Cundinamarca habitan 2 919 060 personas, sin contar las 7 412 566 de la capital, Bogotá. La composición racial, sin Bogotá, es:
- Mestizos y Blancos (96,29%)
- Negros o Afrocolombianos (3,37%)
- Amerindios o Indígenas (0,34%)
- Gitanos (0,00%)

El distrito de Bogotá junto con los municipios de Bojacá, Cajicá, Chía, Cogua, Cota, El Rosal, Facatativá, Funza, Gachancipá, La Calera, Madrid, Mosquera, Nemocón, Soacha, Sibaté, Sopó, Subachoque, Tabio, Tenjo, Tocancipá y Zipaquirá conforman una sola área metropolitana de facto, siendo la zona más poblada del departamento, del país y del norte de Sudamérica
Cundinamarca está conformada por 116 municipios, 8 de los cuales contabilizan una población cercana o mayor a los 100.000 habitantes, los cuales son: Soacha, Zipaquirá, Girardot, Fusagasugá, Facatativá, Chía, Mosquera y Madrid; además de Bogotá, con la categoría de Distrito Capital.
- Bogotá: Es la ciudad más grande, habitada y cosmopolita de Cundinamarca y Colombia. Su actividad económica es multisectorial; es el centro cultural, comercial, institucional y administrativo más grande de Colombia y uno de los más importantes de Latinoamérica. El Distrito Capital se divide en 20 localidades y su población para el 2018 era de 7.412.566 habitantes según el DANE. La ciudad tiene un área metropolitana que, entre otros, incluye a los municipios de Soacha, Chía y Facatativá, con los que alcanza una población de alrededor de 10 millones de personas.
- Facatativá:La ciudad dispone de dos centros comerciales importantes: el Centro Comercial Nova Plaza y el Centro Comercial El Pórtico, los cuales tienen como principales auspiciantes a los supermercados Metro y Éxito respectivamente, de capital extranjero, además de tener empresas de la región como el supermercado Mercacentro y Supermercados Cundinamarca, que son los sitios tradicionales por economía y servicio visitados por los habitantes de la Región Occidental de la Sabana de Bogotá, en su mayoría personas con salario mínimo, quienes encuentran allí su canasta familiar fácil y económica para grupos familiares grandes. Además Facatativá cuenta con otros lugares comerciales, como lo son el Centro Los Portones y el Centro Fundadores, que tuvo una sala de cine hoy convertida en restaurante.
- Girardot: En el extremo sur-occidente del Departamento y limitando con el Tolima, es la capital de la Provincia del Alto Magdalena. Su principal actividad económica se centra en el comercio como resultado de una importante dinámica turística y su vecindad con importantes zonas agropecuarias del Tolima; también es centro universitario, además cuenta con importantes ferias y eventos.

- Fusagasugá: Ubicada en la vía Bogotá-Girardot está a unos 59 km de la capital. El municipio es la Capital de la Provincia del Sumapaz. Es un importante eje de mercadeo agropecuario y de servicios regionales, destacándose también como ciudad educadora y gran centro universitario, con una tendencia poblacional creciente. Su economía se centra principalmente en el comercio y el mercadeo agropecuario, con una importante producción de vegetación ornamental y de flores para la exportación, por lo que es conocida como la ciudad jardín de Colombia.
- Zipaquirá: A pesar de ser parte del área metropolitana de Bogotá se ha logrado posicionar como uno de los centros salinos más importantes de Colombia. Su actividad económica se centra en la explotación minera y el turismo, además de esto posee la Primera Maravilla de Colombia, que es la Catedral de Sal, su centro histórico posee varios hoteles, entre ellos el que más se destaca es el Hotel Cacique Real, que muestra las costumbres coloniales en Colombia en pleno siglo XVII, siempre que se toca el tema de la capital de Cundinamarca, Zipaquirá siempre es la ciudad que más votos a favor tiene para ser designada la capital de Cundinamarca, por su gran economía y tamaño.
- Área Metropolitana de Bogotá: Conformada por los municipios de Soacha, Facatativá, Chía, Madrid, Funza y Mosquera, entre otros. Su actividad se centra en el sector industrial. La actividad inmobiliaria es importante especialmente en los suburbios más cercanos a Bogotá como Chía, La Calera y Tocancipá.

Otros municipios importantes son Ubaté gracias a su alta producción ganadera y lechera. Guaduas, es un centro cultural muy importante. Chocontá y Pacho son centros agrícolas.

### Inmigración
El más reciente censo general de la nación, realizado por el Departamento Administrativo Nacional de Estadística de Colombia (DANE), presenta los siguientes resultados acerca del país de nacimiento de los habitantes del departamento de Cundinamarca, excluyendo la ciudad de Bogotá:
| N.º        | País           | Población |
| ---------- | -------------- | --------- |
| 1          | Venezuela      | 94 498    |
| 2          | Estados Unidos | 956       |
| 3          | Ecuador        | 654       |
| 4          | España         | 441       |
| 5          | Argentina      | 378       |
| 6          | Perú           | 306       |
| 7          | México         | 305       |
| 8          | Chile          | 229       |
| 9          | Brasil         | 211       |
| 10         | Cuba           | 141       |
| No informa | No informa     | 620       |
| Otros      | Otros          | 1 836     |
| Total      | Total          | 100 434   |

## Economía
Los recursos naturales más sobresalientes de Cundinamarca son el carbón (una parte de este recurso natural es explotado de manera ilegal) y la sal, principalmente en Zipaquirá, Nemocón y Tausa. También se cuenta con cal, hierro, azufre, esmeraldas, cuarzo, plomo, yeso, cobre y mármol. Los principales productos agrícolas son café, maíz, caña de azúcar, papa, cebada, trigo, yuca, algodón, arroz, frijol y frutas; el departamento es el primer productor de caña panelera del país. La industria lechera se encuentra muy desarrollada especialmente en la Sabana de Bogotá y en el valle de Ubaté. 
En la ciudad capital y sus alrededores, se encuentra uno de los sectores más industrializados del país con industrias metalúrgicas, farmacéutica, textil y grandes cultivos de flores de exportación. Algunas zonas sufren de alta contaminación ambiental como es el caso de las riberas del río Bogotá y aquellas de alta concentración industrial, como Soacha, Bosa y Zipaquirá.

### Cámaras de Comercio
En Cundinamarca, se halla repartido en varias jurisdicciones de distintas cámaras de comercio, con el fin de apoyar y desarrollar al sector empresarial:
- Bogotá: a pesar de tener su sede en la capital departamental, tiene presencia además del Distrito Capital, en las provincias de Almeidas, Guavio, Oriente, Sabana Centro y Sumapaz, así como en los municipios de Medina y Sibaté.[43]
- Facatativá: con sede en el municipio homónimo, tiene presencia en las provincias de Guáliva, Magdalena Centro (excepto Pulí), Rionegro y Sabana Occidente, así como en el municipio de Caparrapí.[44]
- Girardot: con sede en el municipio homónimo, tiene presencia en las provincias de Alto Magdalena y Tequendama, así como el municipio de Pulí.[45]
- Soacha: de reciente creación, cubre solo al municipio homónimo.[46][47]
- Otros municipios pertenecen a estas organizaciones con sedes fuera del departamento como Paratebueno (en Villavicencio), Puerto Salgar (en La Dorada)[48] y Guaduas (en Honda).[49]

## Sitios turísticos

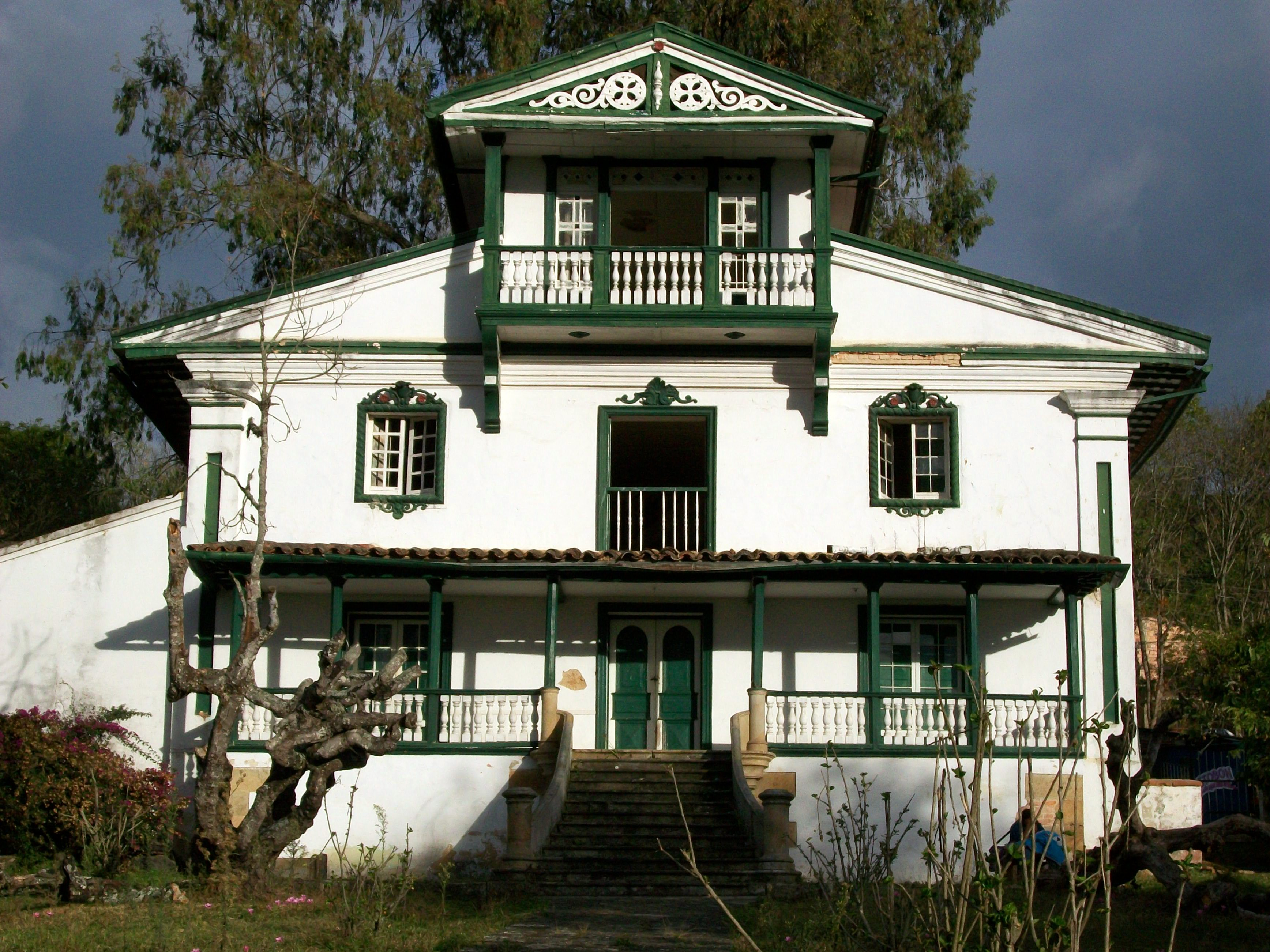
La Casona Coburgo, en Fusagasugá.

- Alto Magdalena: Balnearios en Girardot y Ricaurte.
- Sumapaz: reserva natural del Páramo de Sumapaz; balnearios, viveros, flora, quintas de veraneo, clima y paisaje de Fusagasugá, Puente Natural y Piedra del Helechal en Pandi, el Museo Arqueológico de Pasca, casas de descanso en Arbeláez. Caminos reales, Piedra del Sol, Piedra del Pescado, Templo Parroquial y Mausoleo de Momias de San Bernardo.
- Sabana Occidente: Parque Arqueológico Piedras del Tunjo ubicado en Facatativá.

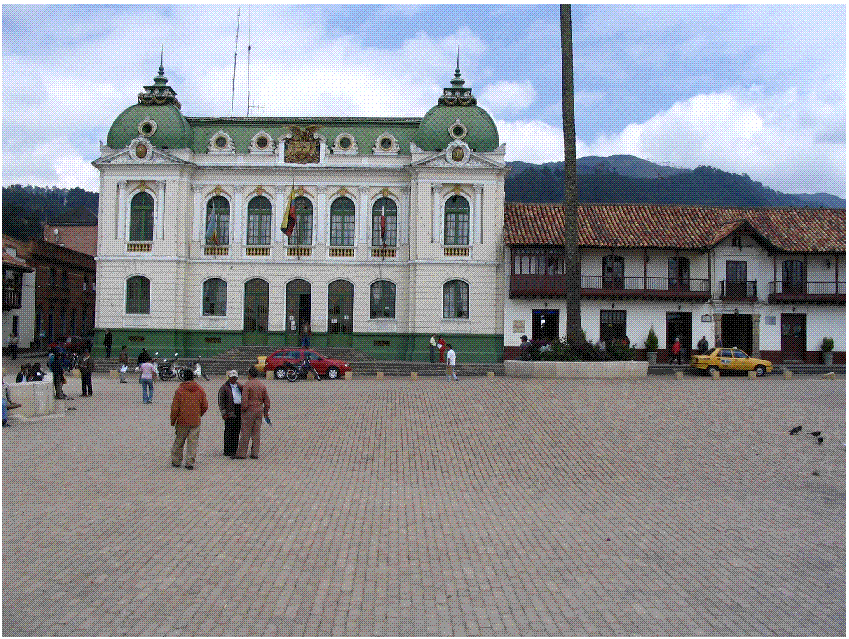
Zipaquirá es un municipio minero, agrícola y lechero

- Sabana Centro: Catedral de Sal en Zipaquirá, El Autódromo y el Parque Jaime Duque en Tocancipá, el embalse del Neusa en Cogua.
- Tequendama: Cascada del Tambo, zoológico de Santa Cruz, laguna de Pedro Palo en Tena, balnearios y ecoparque "El Gaitero" en Anapoima, paseo en tren de la montaña en Cachipay, festividades de Corpus Christi en Anolaima.
- Almeidas: Rocas de Suesca.
- Ubaté: Basílica Menor de Ubaté, conjunto doctrinero de Sutatausa, Piedra colgada, Susa, Hacienda de Aposentos, Simijaca.
- Soacha: Salto del Tequendama, Parque natural Chicaque en Soacha, embalse del Muña en Sibaté.
- Guavio: Piedra Antigua, Gachetá.

## Educación
El departamento cuenta con universidades privadas y públicas (sin incluir a Bogotá).  La universidad pública más importante es la Universidad de Cundinamarca (UdeC) que cuenta con sedes en Fusagasugá (sede principal), Girardot, Soacha, Zipaquirá, Chía, Facatativá y Ubaté. Es también la principal universidad pública del departamento.
Entre las privadas, destacan la Universidad Piloto de Colombia, la Universidad Uniagustiniana, la Universidad Católica de Colombia, la Universidad de la Sabana, la Fundación Tecnológica de Madrid, la Universidad Santo Tomás, La Fundación Universitaria del Área Andina,  la Escuela de Suboficiales de la Fuerza Aérea Colombiana (Esufa), la Escuela Militar de Suboficiales Sargento Inocencio Chincá (Emsub), la Escuela de Comunicaciones (Escom) y la Universidad Militar Nueva Granada.

## Deporte
El departamento cuenta con una variada practica deportiva en la que combina su talento humano con los escenarios naturales y construidos. En sus participaciones de los Juegos Deportivos Nacionales, el de 2000 fue el más destacado. Para la edición de 2004 los municipios de Soacha, Fusagasugá y Facatativá fueron sedes satélites del certamen.
En cuanto al tejo, al ser autóctono, goza de protección cultural emitida por la Asamblea Departametal de Cudinamarca por la ordenanza 10 de 2023.
En el ciclismo se destacan varias figuras importantes de trascendencia nacional y mundial como Efraín Forero, Egan Bernal, Daniel Felipe Martínez, Iván Ramiro Sosa y Rodrigo Contreras. En cuanto a eventos está La Vuelta a Cundinamarca. 
En fútbol, es muy modesta la participación de varios equipos que militaron en su mayoría en la primera B como Atlético Juventud, Chía F.C, Expreso Rojo, Fortaleza, Girardot F.C. y Real Cundinamarca alternando sus partidos en algunos municipios y Bogotá. Para organización de torneos mas amateur, está la Liga de fútbol de Cundinamarca.
En baloncesto se destaca el único equipo departametal, Cóndores. Otros deportes que son destacables son parapente y canotaje.

## Transporte
Al estar ubicado en el centro del país, Cundinamarca es un centro de conexión entre las distintas regiones y ciudades del país.

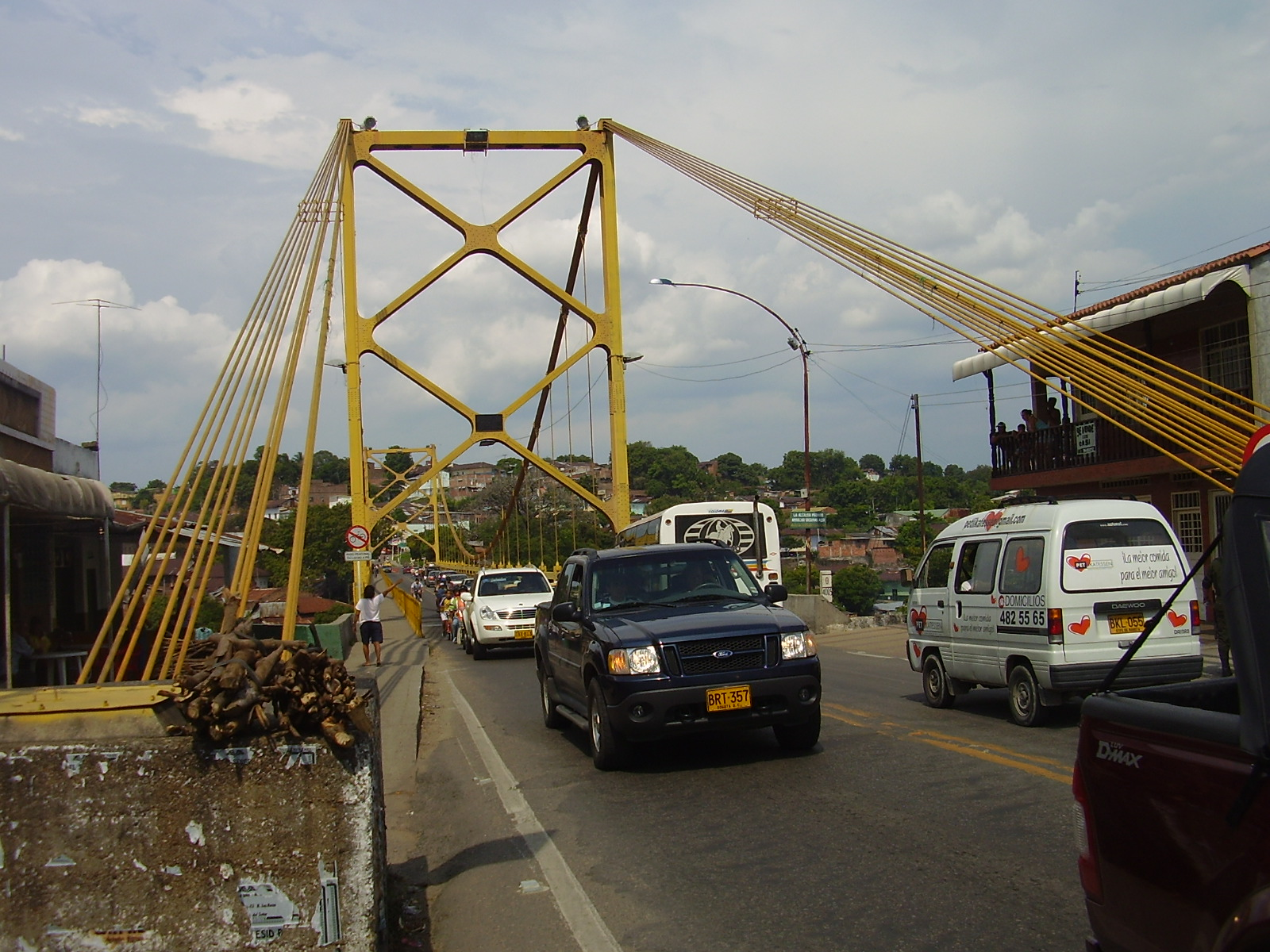
Puente vehicular sobre el río Magdalena que conecta las poblaciones de Girardot y Flandes (Colombia).

### Aéreo
El principal aeropuerto que sirve a la región es el Aeropuerto Internacional Eldorado, ubicado en Bogotá, la capital departamental. Igualmente, se encuentran los siguientes aeropuertos y aeródromos:
- Aeropuerto Guaymaral Flaminio Suárez Camacho ubicado en Bogotá.
- Aeropuerto Santiago Vila si bien está ubicado en el departamento del Tolima, es el aeropuerto que sirve a Girardot y su área metropolitana.

### Carreteras
Cundinamarca está conectada al resto del país a través de varias vías de primer y segundo orden ya que están las rutas nacionales 40 (Soacha-Girardot tramo suroccidental y Usme en Bogotá hasta Guayabetal al sureste) 45 (a orillas del río Magdalena entre Girardot y Puerto Bogotá en Guaduas de sur a norte), 45A (Autonorte Bogotá hasta Simijaca), 50 (Bogotá-Medellín hasta la inspección de Puerto Bogotá en Guaduas al oeste y La Calera-Zipaquirá al oriente desde la localidad de Chapinero en Bogotá), 55 (Chía-Villapinzón al norte). La mayoría son vías de calzada simple y sinuosas debido a la complicada geografía del departamento.

### Fluvial
Las principales vía de transporte por agua en el departamento es el río Bogotá y el Magdalena. La mayor parte de la actividad se da en Girardot y Puerto Salgar.

### Férreo

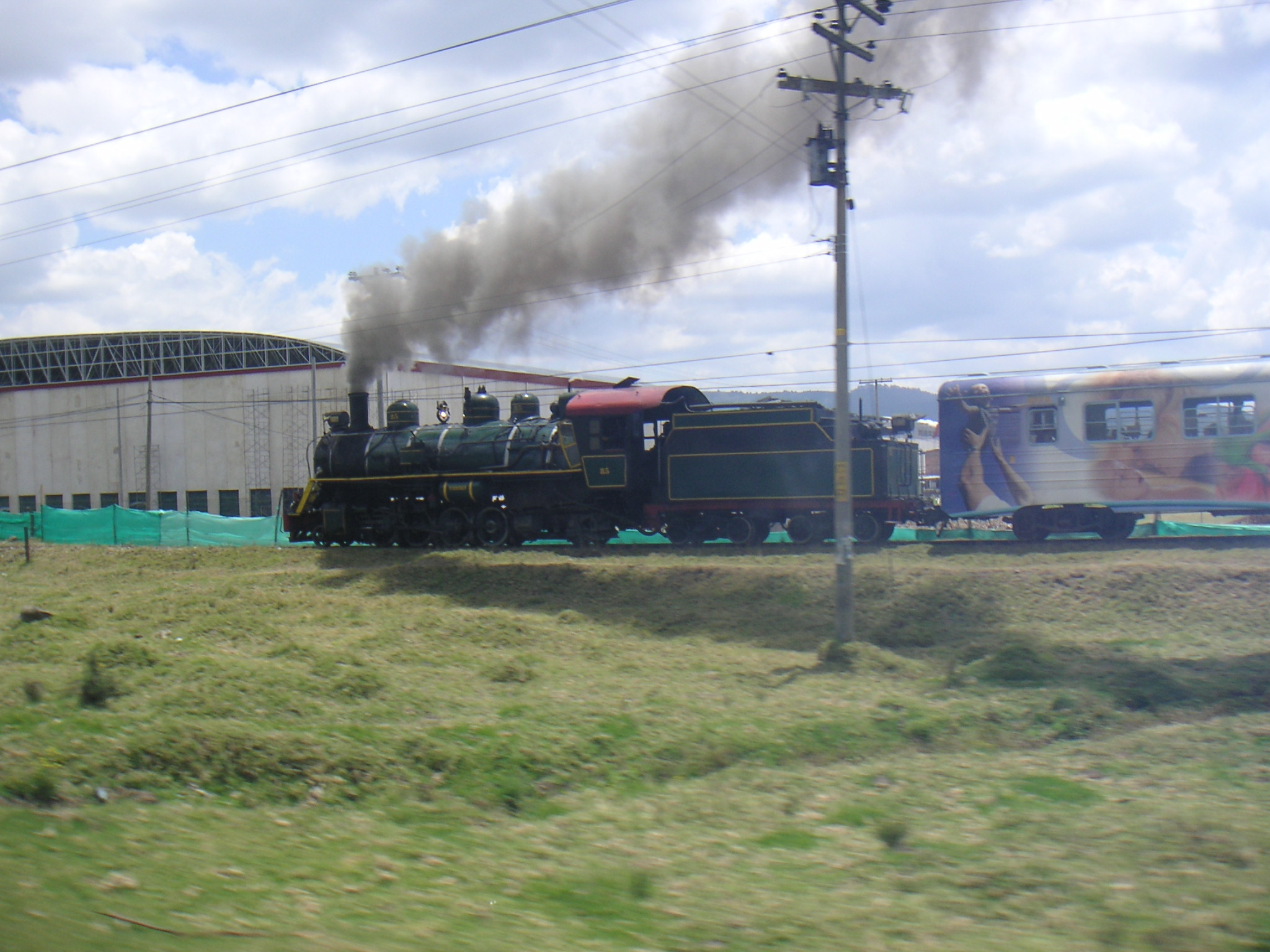
Tren turístico de la Sabana de Bogotá.

Cundinamarca fue el centro de la red de ferrocarriles de Colombia durante el siglo XX, sin embargo en los últimos años de ese período con la desaparición de los Ferrocarriles Nacionales, gran parte de las vías quedaron en desuso. En la actualidad sólo existen dos líneas activas: 
- El Tren de la sabana entre Bogotá y Zipaquirá para transporte de turístico de pasajeros.
- El Ferrocarril del Nordeste entre Bogotá y Villapinzón, dirigiéndose hacia Boyacá; actualmente sólo funciona para transporte de carga.

Existen, sin embargo, varios proyectos para la reactivación del modo férreo en el departamento. Entre ellos:
- El RegioTram de Occidente, tren de cercanías desde Bogotá hasta Facatativá.
- El Regiotram del Norte, tren de cercanías desde Bogotá hasta Zipaquirá.
- Ferrocarril del Atlántico, rehabilitación y construcción de vía nueva entre Bogotá y Guaduas; se plantea como una alternativa para movimiento de carga entre el centro del país y la costa atlántica.